# Ivan Bukovinski
Ivan Bukovinski, slovenski pesnik in pisatelj, * 18. december 1886, Ribnica, Brežice, Avstro-Ogrska, † 21. junij 1957, Pittsburgh, Združene države Amerike.

## Življenje in delo
Leta 1913 se je izselil v Združene države Amerike, kjer se je preživljal s priložnostnimi deli, največ v Pensilvaniji. Pesmi je objavljal v slovenskih listih, največ v Prosveti, Času, Slogi, Narodu in Slovensko-amerikanskem koledarju, črtice in povesti z avtobiografsko, narodopisno in splošno izseljeniško tematiko pa v Glasu naroda in Edinosti. Njegova dela odlikuje lepa slovenščina brez angleških primesi. Glede na zgodnje objave pa brez dvoma sodi med začetnike slovenske književnosti v Zdreženih državah Amerike. 